# Sweet Sixteen (film 2002)
(Chantelle a Liam)
Sweet Sixteen è un film del 2002 diretto da Ken Loach.
Presentato in concorso al 55º Festival di Cannes, ha vinto il premio per la miglior sceneggiatura, opera di Paul Laverty.

## Trama
La mamma di Liam, Jean, è in prigione ma uscirà in tempo per festeggiare con lui il suo 16º compleanno. Stavolta Liam vuole che le cose vadano diversamente. Sogna una famiglia che non ha mai avuto, un nido sicuro lontano da perditempo quali il compagno di Jean, Stan e suo nonno, altro personaggio poco raccomandabile. Prima di tutto deve racimolare qualche soldo, che non è cosa da poco per un adolescente senza un quattrino. Presto però gli insani progetti di Liam e dei suoi amici li cacciano in tutti i tipi di guai. Liam sa che è pericoloso spingersi oltre. Stavolta, però, sa anche di non poter tornare indietro...